# Madagasikara madagascarensis
Madagasikara madagascarensis е вид коремоного от семейство Pachychilidae.